# Купчино (телесериал)
«Купчино» — российский детективный телесериал, снятый в 2018 году. Премьера на «НТВ» состоялась 12 ноября 2018 года.

## Сюжет
Действие происходит в начале 1981 году в Ленинградском Купчино. Опытный и положительный участковый милиционер — Николай Васильевич
Табанин, искренне верящий в силу закона и справедливость, получает в напарники молодого несостоявшегося рок-музыканта из Москвы, которого родители, опасаясь
преследования за участие в подпольной группе, отправили в Ленинград, где дядя (брат отца) временно устраивает Фёдора стажёром в местный милицейский участок. 
Поначалу опытный и суровый Василич, непоколебимо верящий в советские идеалы, с явным скептицизмом относится к молодому напарнику Фёдору, что постепенно
вызывает не только раздражение, но и душевное угнетение у самого Фёдора, склонного к скорому уходу из ненавистных ему органов. Однако со временем совместная
работа ненавидящих друг друга коллег меняет их отношения до неузнаваемости: напарники начинают проникаться взаимной симпатией, что положительно отражается на
их служебной деятельности на фоне сложной социальной обстановки в стране. Благодаря следовательскому опыту и дедуктивному методу Василича, дополненным знаниями Феди о зарождении новой культуры, коллеги успешно раскрывают преступления и изобличают
злоумышленников.

## В ролях
| Актёр                         | Роль                                                    |
| ----------------------------- | ------------------------------------------------------- |
| Алексей Кравченко             | Николай Васильевич Табанин участковый, капитан милиции  |
| Григорий Некрасов             | Фёдор Застуков стажёр                                   |
| Екатерина Панасюк             | Мэри девушка Фёдора                                     |
| Артур Ваха                    | Дмитрий Фёдорович Самойлов директор мебельного магазина |
| Максим Дахненко               | Родион Самойлов брат Дмитрия, бывший зэк                |
| Роман Агеев                   | Пётр Романов замначальника РОВД, полковник              |
| Елена Мартыненко              | Наташа жена Табанина                                    |
| Ирина Патракова               | Ирина мать Фёдора                                       |
| Алексей Фалилеев              | Алексей Михайлович Застуков отец Фёдора                 |
| Павел Исайкин                 | Михаил Михайлович дядя Фёдора                           |
| Егор Лесников                 | Аркадий Думский учитель физкультуры                     |
| Алексей Одинг                 | Данилов отец Вовки, алкаш                               |
| Евгений Лямин                 | Вовка Данилов                                           |
| Геннадий Скоморохов           | Северцев полковник милиции                              |
| Кирилл Балобан                | Джекки гитарист                                         |
| Егор Шмыга                    | Слон барабанщик                                         |
| Алексей Шаблюк                | Димка сын Табанина                                      |
| Вячеслав Аркунов              | Тимофей Ильич Олейников директор ресторана              |
| Сергей Заморев                | Леонид Семёнович Бекетов профессор, востоковед          |
| Василий Башмаков              | Валера Гришин однокурсник Мэри                          |
| Александр Барановский         | Андрей Шувалов тренер по карате                         |
| Антон Багмет                  | Пётр Беляков (Белый) тренер по карате                   |
| Дмитрий Лебедев               | Геннадий Михайлов тренер по карате                      |
| Сергей Уманов                 | Круглов майор КГБ                                       |
| Виктор Чупров                 | Гоша Могилёв бандит                                     |
| Игорь Вуколов                 | Василий Петрович Родионов жалобщик                      |
| Игорь Головин                 | Борис Андреевич Щербицкий писатель                      |
| Инесса Перелыгина-Владимирова | Светлана Михайловна Щербицкая жена Бориса, переводчица  |
| Иван Решетняк                 | Сергей Лыков гитарист                                   |
| Мария Цветкова-Овсянникова    | Марина Андреевна Соколова завмаг                        |
| Владимир Шабельников          | Ефим Борисович Михеев завскладом                        |
| Андрей Некрасов               | Стив Браун контрабандист                                |
| Алексей Красноцветов          | Валентин Старков (Старый) фарцовщик                     |
| Дмитрий Лебедев               | Степан Иванович Жуков подполковник милиции              |
| Виталий Куликов               | Задорожный сотрудник КГБ                                |
| Владимир Шиллинг              | Георгий Каштанов приятель Натальи, кинорежиссёр         |
| Валентина Кособуцкая          | Анжела Игоревна мать Натальи                            |
| Андрей Сидельников            | Игорь Антонович председатель комиссии рок-клуба         |
| Алексей Шевченко              | Леван Зурабов вымогатель                                |
| Наталья Иохвидова             | Маргарита Николаевна Самойлова жена Дмитрия             |
| Екатерина Черепанова          | Саша дочь Самойлова                                     |
| Даниил Слуцкий                | Рома Колесников                                         |
| Ангелина Буравцова            | Юлия Соломина                                           |

## Производство и показ
Главную роль в сериале «Купчино» сыграл многоопытный актёр Алексей Кравченко. Главной локацией стал город Сланцы Ленинградской области, где дома особенно напоминают купчинские спальные дома в советскую эпоху. Для съёмки сериала на улицах Сланцев были созданы декоративные приметы времени — пивной ларёк и советский гастроном, обустроенный в местном краеведческом музее. Также съемочные работы прошли в других районах Санкт-Петербурга, включая парк Екатерингоф.
В сериале, действие которого происходит в 1981 году в Купчино — одном из самых злачных и неспокойных районов под Ленинградом, где не только ловят уголовников
и бандитов, но и расследуют непонятную эпидемию подростковых суицидов, а также разгоняют подпольные концерты и фарцующую молодежь, увлеченную новой музыкой, ещё не зная, что Ленинградский рок-клуб, который соберет фанатов новой культуры, скоро станет самым знаменитым в стране. Консультантом музыкальной части этой
истории и композитором сериала стал Алексей Рыбин, тот самый «Рыба», который вместе с Виктором Цоем
создал легендарную группу «Кино».
Играющий роль Феди актёр Григорий Некрасов не обладал выдающимися музыкальными талантами, поэтому Алексей Рыбин заменял актёра в сценах, на которых бегающие по гитарным струнам пальцы Феди должны были быть взяты крупным планом.

«Идея сюжета возникла спонтанно. В годовщину смерти Цоя (а я увлекаюсь рок-музыкой) мне подумалось, а какими глазами смотрел на юных купчинских рокеров
(Виктор Цой родился и творил в этом ленинградском районе) человек, которому за них постоянно влетало, — участковый».
— Вадим Калашов

Во время проката «Купчино» по рейтингам занимало третье место среди сериалов, показанных российскими телеканалами. Впереди было только «Ненастье» и «Мажор-3». «По аудитории мы оставили позади новый сезон «Ивановы-Ивановы».— Вадим Калашов

## Критика
В числе прочего, критик Александр Роджерс недоволен тем, что у зрителей может сложиться впечатление, что всё население СССР состояло из фарцовщиков,
спекулирующих диссидентов, тупых, истерящих и орущих милиционеров и вечно пьяного быдла.

Практически нет оторванных детективных линий, всё склеивается в одну истории, в центре которой оказываются главные герои. Не самые правдоподобные герои: милиционер-идеалист и милиционер-стажёр, который играет рок, умеет спекулировать и прочее (чуть не посадили за антисоветчину и валюту). Благодаря этой неправдоподобности удаётся связать кучу разных линий в один клубок, сконцентрировать всю нелегальную жизнь советского вокруг одного-двух человек. Нельзя сказать, что СССР очерняется, жизнь показана в довольно милом виде, хотя и законно бедном. При этом во всей красе показывается коррупция на всех уровнях, торговля из под полы, незаконные кружки карате, фарцовщики. Несколько аляповато, но зато без посыла «какую страну потеряли», что радует. В «Купчино» попытка показать изменение взглядов, развитие главного героя занимает центральное место. Молодой парень, практически стиляга, познаёт практически провинциальную жизнь тихого Купчино, где творится беспредел. И пьянство, конечно, много пьянства.— vc.ru

По интонации сериал получился ближе к «Знатокам», по жанру — к классическому детективу.— Вадим Калашов

Стесняться создателям «Купчино» действительно нечего, вышло крепкое мужское кино.— tvmag.ru